# Kokoroko
Kokoroko (stylisé en KOKOROKO ) est un groupe de huit musiciennes et musiciens, basé à Londres, dirigé par Sheila Maurice-Grey, jouant une fusion de jazz et d'afrobeat,,. En février 2019, ils ont été nommés « à suivre » par le Guardian, après que leur morceau Abusey Junction a été vu 23 millions de fois sur YouTube. En février 2020, ils remportent le prix du meilleur groupe aux Urban Music Awards.  En septembre 2020, ils jouent aux BBC Proms au Royal Albert Hall.
Ils sortent leur premier album Could We Be More en août 2022 après quelques singles et un EP.

## Discographie
Albums
- Could We Be More[10] (2022), Brownswood[11],[8] - Tableau des albums britanniques n ° 30 [12]

### Albums studios
| Titre            | Détails de l'album | Meilleure position                                      |
| ---------------- | --- | ------------------------------------------------------- |
| Could We Be More | - Sortie : Août 2022 - Distribution : BIGWAX DISTRIBUTION - Label : BROWNSWOOD RECORDINGS - Format : CD, digital download | [30] Jazz & Blues Albums Chart [1] Top Albums Jazz [10] |